# Форзун, Яков Цалевич
Я́ков Ца́левич Фо́рзун (6 ноября 1924 — 6 июня 2015) — участник Великой Отечественной войны, пулемётчик 199-го гвардейского стрелкового полка 67-й гвардейской стрелковой дивизии, 6-я гвардейская армия 1-го Прибалтийского фронта, гвардии красноармеец. Герой Советского Союза (1944).

## Биография
Родился в семье рабочего. Еврей. Член КПСС с 1961 года. Окончил 7 классов в 1939 году. Работал в колхозе в селе Ломовка Пензенской области. В РККА с августа 1942 года.
В действующей армии с октября 1942 года. Отличился при прорыве обороны противника у деревни Сиротино (Городокский район Витебской области) 22—23 июня 1944 года и при форсировании 24 июня Западной Двины у деревни Буй (Бешенковичский район той же области), через которую переправился первым в роте. Звание Героя Советского Союза присвоено 22 июля 1944 года.
В 1946 демобилизован. Жил в Житомире, работал бригадиром на заводе «Рембыттехника». Был председателем первичной организации Общества охраны памятников истории и культуры при заводе. С 1991 года жил в Израиле, в городе Ор-Акива.
Скончался 6 июня 2015 года.

## Награды
Указом Президиума Верховного Совета СССР от 22 июля 1944 года за отвагу и мужество, проявленные при форсировании Западной Двины рядовому Якову Цалевичу Форзуну присвоено звание Героя Советского Союза с вручением ордена Ленина и медали «Золотая Звезда» (№ 5291).
Награждён орденом Отечественной войны 1-й степени, медалями.

## Память
8.4.2010 сотрудники представительства Россотрудничества в Израиле совместно с Генеральным консулом России в Хайфе И. В. Поповым и представителями ветеранских союзов Израиля посетили последнего из живых в Израиле Героя Советского Союза Якова Цалевича Форзуна. Генеральный консул России в Хайфе вручил герою медаль «65 лет Победы в Великой Отечественной войне 1941—1945 гг.» и пожелал доброго здоровья.